# Gergithus erebus
Gergithus erebus är en insektsart som beskrevs av William Lucas Distant 1916. Gergithus erebus ingår i släktet Gergithus och familjen sköldstritar. Inga underarter finns listade i Catalogue of Life.